# Hoyren

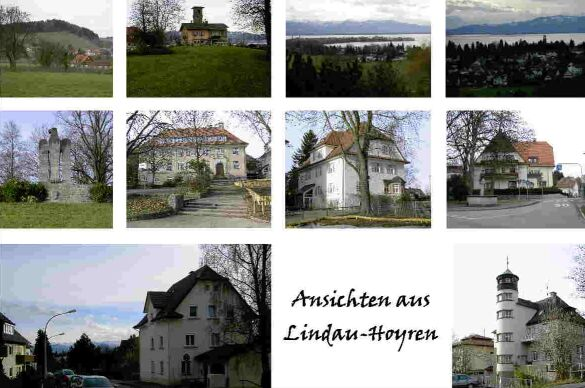
Lindau-Hoyren

Hoyren (mundartlich: Hojrə) ist ein Stadtteil der Großen Kreisstadt Lindau (Bodensee) im gleichnamigen Landkreis im bayerischen Regierungsbezirk Schwaben.

## Geografie
Hoyren liegt am Fuß des Hoyerbergs, einem eiszeitlichen Moränenhügel der sich etwa 70 Meter über das Niveau des Bodensees erhebt.
Der Stadtteil befindet sich zwischen den Lindauer Stadtteilen Schachen im Süden und Schönau im Norden, die zur früheren Gemeinde Hoyren (bis 1922) gehörten und noch zur gegenwärtigen Gemarkung Hoyren gehören.
Im Osten und Südosten liegen die Stadtteile Hochbuch und Aeschach (frühere Gemeinde und aktuelle Gemarkung Aeschach). Im Westen grenzt Hoyren an die Gemeinde Bodolz.
Der Ort wird teils unterirdisch verborgen von zwei Wasseradern durchzogen, dem Wolfsbach und dem Tobelbach, der anfänglich in einem gut 10 Meter tiefen, steilen Einschnitt in der Landschaft erstmals sichtbar wird.

## Namensherkunft
Die Namensherleitung ist umstritten. Diskutiert werden althochdeutsche (hohun rain = höhergelegenes, nicht bewaldetes Gebiet oder horwin au = sumpfige Niederung) und spätlateinische (horrei = Schuppen, Lager, Vorratskammern) Wurzeln. Die römischen Siedlungsreste im angrenzenden Aeschach, sowie die Vermutung, dass zu dieser Zeit wegen der schwierigen topographischen Verhältnisse am Bodenseeufer keine Straßenverbindung nach Bregenz bestand, könnte die zweite Annahme etwas stützen.

## Geschichte
1275/78 wird der Name Hoyren erstmals urkundlich erwähnt.

Im Jahre 1818 verliert die Stadt Lindau ihr Landgebiet, und Hoyren wird eine selbständige Gemeinde.
Am 1. Februar 1922 kommt es dann zur Wiedereingliederung der Gemeinde Hoyren nach Lindau.
Im Jahr 1914 wurde das Krankenhaus in Hoyren eröffnet.

## Kultur und Sehenswürdigkeiten

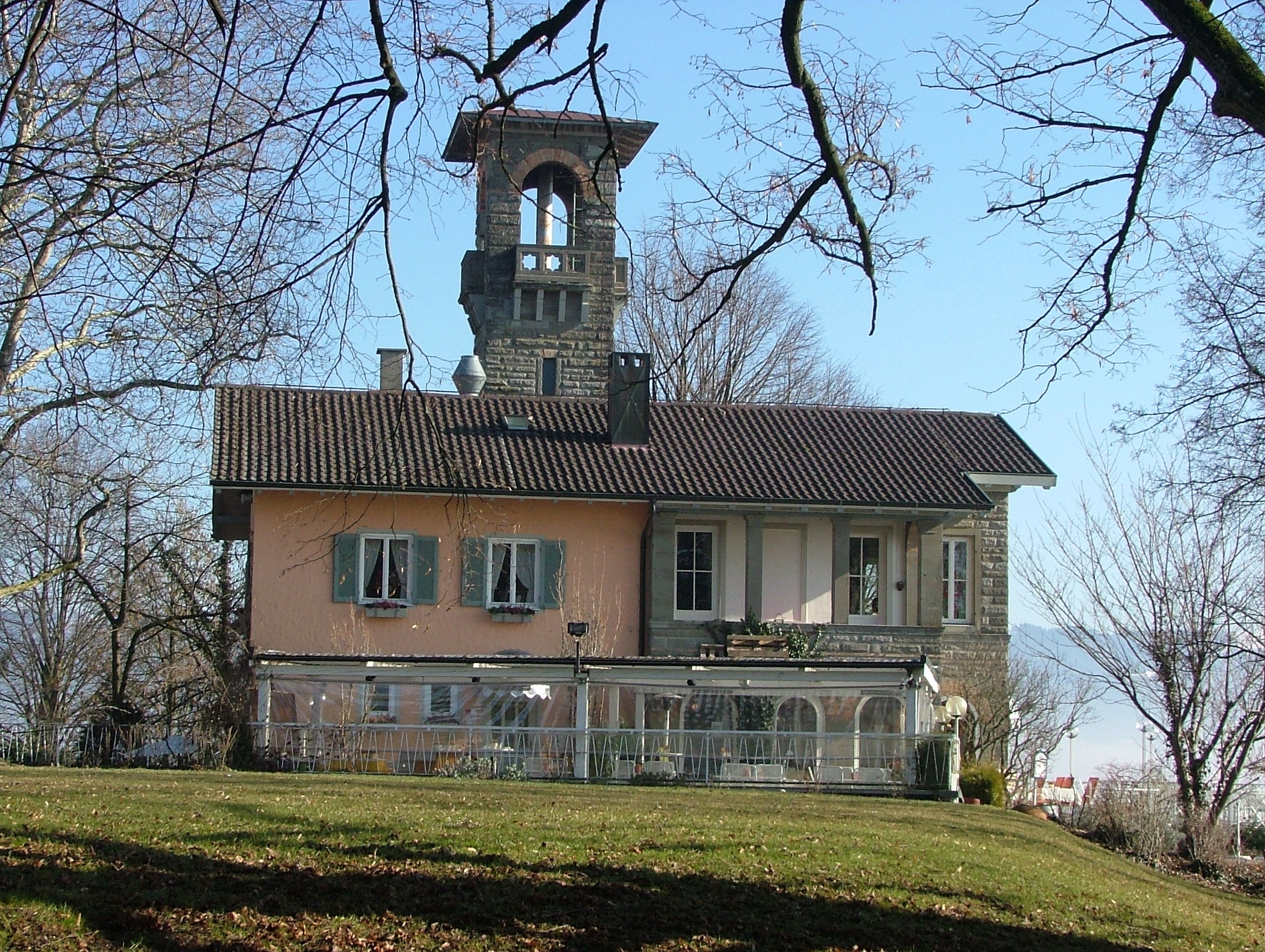
Hoyerberg-Schlössle (2011)

### Baudenkmäler
Siehe: Liste der Baudenkmäler in Hoyren
Mit dem Hoyerberg als Wahrzeichen weist der Ort ein sehr markantes Profil in der Landschaft auf. Er dient der Trinkwasserversorgung der Stadt Lindau weiterhin als Hochspeicher.

Der Hoyerberg selbst ist ein sehr guter Aussichtspunkt auf die Lindauer Insel, den Bodensee und die Alpen. Er diente deshalb schon in der Vergangenheit immer wieder Malern als beliebter Arbeitsplatz und wird in heutiger Zeit von Hobby- wie auch Profi-Fotografen gerne besucht.
Die sonnigen Hänge des Hoyerbergs sind insbesondere in der Neuzeit mit entsprechenden Villen bebaut worden, während sie vor der Epoche der Reblaus vor allem mit Wein bepflanzt waren, wovon ein historischer Torkel am unteren Hangende des Hügels Zeugnis ablegt. In heutiger Zeit sind die verbliebenen Grünflächen teils in privater Hand und parkartig gestaltet, reine Kuhweiden oder mit Obstbäumen bepflanzt.

### Hoyerberg-Schlössle bzw. Gruber-Schlösschen

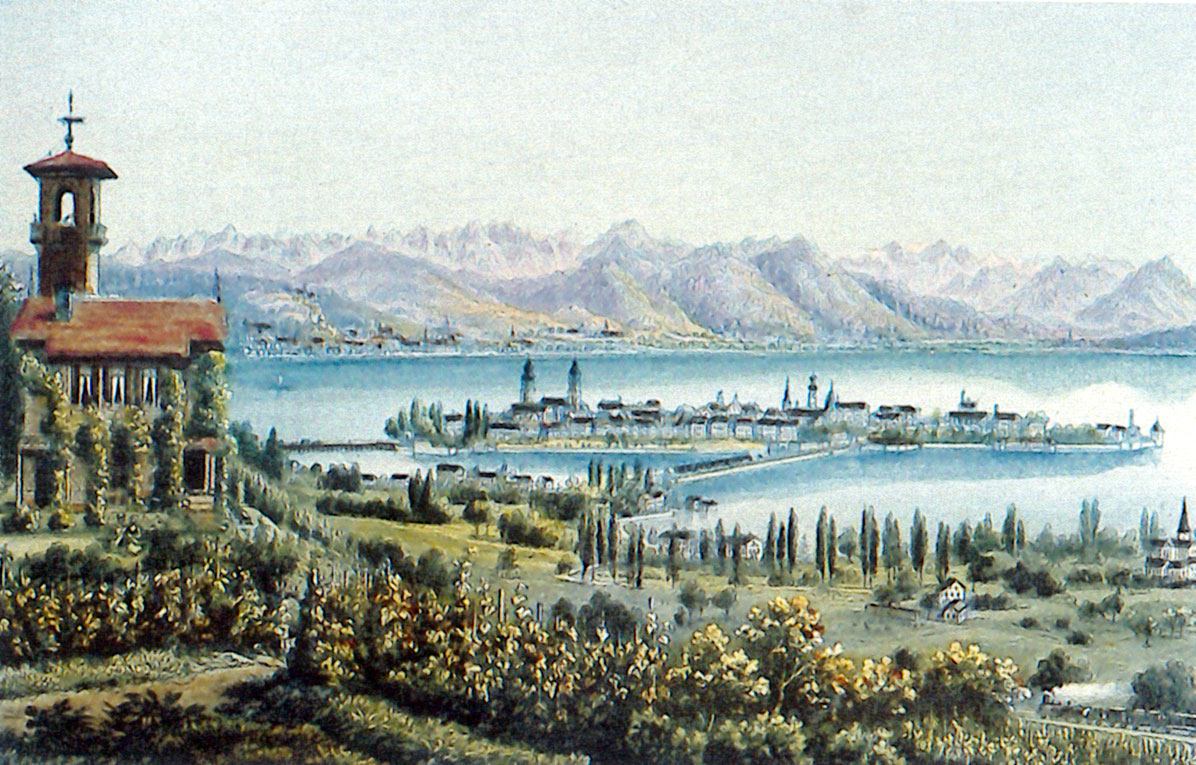
Blick vom Hoyerberg auf die Lindauer Insel (um 1860)

Das sogenannte „Gruberschlösschen“ ist eine Villa auf dem Gipfel des Hoyerbergs.
Nachdem Adolf Gruber das Lindenhof-Gut 1850 von seinem Bruder geerbt hatte, erwarb er den Weinberg – den östlichen Teil des Hoyerbergs. Dora Gruber ließ sich 1854 vom Architekten Christoph Kunkler aus St. Gallen eine Villa auf diesem Aussichtspunkt errichten. Das Haus weist Ähnlichkeiten mit dem Schweizerhaus im Lindenhofpark auf und der fast 15 Meter hohe freistehende Aussichtsturm wurde im italienischen Stil mit Flachdach und einem offenen obersten Geschoss erbaut.
Am 31. Januar 1918 wurde der Hoyerberg mit dem Schlösschen von der Familie Gruber an die Gemeinde Hoyren verkauft, heute ist es in Besitz der Stadt Lindau. Bis Ende 2012 war in dem Schlösschen ein Gourmet-Restaurant.

### Bismarck-Denkmal

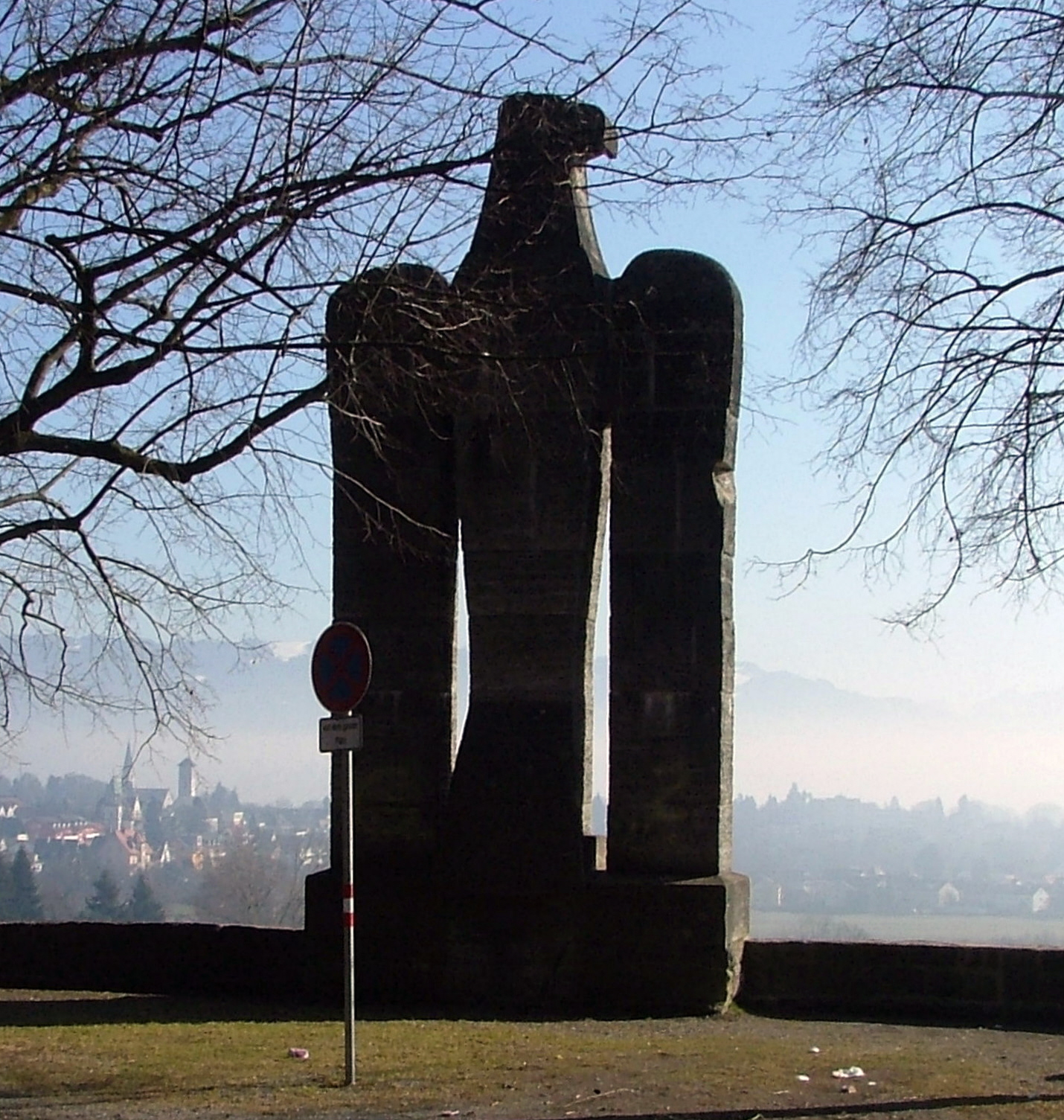
Bismarck-Denkmal auf dem Hoyerberg

An der Südseite im unteren Drittel des Hoyerbergs ist ein weithin sichtbares Denkmal für Otto von Bismarck errichtet – eine etwa zehn Meter hohe Steinadler-Figur.
Ursprünglich war 1910 von patriotisch gesinnten Lindauer Bürgern ein Denkmal auf der Spitze des Hoyerbergs geplant, worauf Hoyern von der Familie Gruber ein Stück Land an der Südostflanke des Hügels als Schenkung erhielt und dort das Denkmal mit großem Bismarck-Relief im Sockel der dortigen Plattform aufstellen ließ.

## Infrastruktur

### Verkehr
Hoyren ist im Nahverkehr durch den Stadtbus Lindau erschlossen.

### Bildung
Kindergarten Hoyren
im Erdgeschoss des alten Lehrerhauses der Schule
Grundschule Lindau-Hoyren
Hoyren hat eine eigene Grundschule, in die auch Kinder der Nachbargemeinde Bodolz und des Stadtteils Schönau gehen. Das Gebäude stammt aus den Anfängen des 20. Jahrhunderts und wird heute durch einen Kindergarten (im ehemaligen Rats- und Lehrerhaus) sowie eine Turnhalle begleitet, die als Schulturnhalle sowie vom Turnverein Hoyren genutzt wird.
Hauptschule Aeschach-Hoyren
Im Schulgebäude sind traditionell auch mehrere der unteren Klassen der Hauptschule Aeschach-Hoyren untergebracht.

### Kliniken
Auf dem Gebiet von Hoyren finden sich das Lindauer Krankenhaus mit 110 Betten.

### Feuerwehr
In Hoyren befindet sich die Feuerwache West der Feuerwehr Lindau.

### Rundfunk- und Mobilfunksender
Auf der vorderen Hälfte des Gipfelplateaus des Hoyerbergs befindet sich heute der weithin sichtbare Rundfunk- und Mobilfunksender Hoyerberg.

## Wirtschaft
Industrielle oder großtechnische Produktion findet sich nicht im Stadtteil, dafür ein paar kleinere Handwerksbetriebe und Kunsthandwerk sowie gastronomische Betriebe und Vermieter von Gästezimmern oder Ferienwohnungen.

Es gibt mehrere landwirtschaftliche Anwesen, teils auch mit Milchvieh oder auch am biologischen Landbau orientiert, von denen einige auch Direktvertrieb ihrer Produkte betreiben.

## Persönlichkeiten
- Jeannine Le Brun (1915–1977), Fotografin
- Reiner Fischer (* 1959), Koch und Hotelier